# Widzew-Wschód (osiedle administracyjne)

Podział dawnej dzielnicy Widzew na osiedla administracyjne – wyszczególnione osiedle Widzew-Wschód

Widzew-Wschód – osiedle administracyjne (jednostka pomocnicza gminy) we wschodniej Łodzi, na obszarze dawnej dzielnicy Widzew, zamieszkiwane przez ok. 39 tys. osób.